# Mark Morris Davis
Mark Morris Davis (Paris, 27 de novembro de 1952) é um biólogo molecular e imunologista estadunidense, professor da Universidade Stanford.

## Vida
Davis obteve em 1974 um bacharelado na Universidade Johns Hopkins em Baltimore, Maryland, e em 1981 um Ph.D. no Instituto de Tecnologia da Califórnia (Caltech) em Pasadena, Califórnia, ambos em biologia molecular. No pós-doutorado trabalhou no Laboratório de Imunologia dos Institutos Nacionais da Saúde (NIH) em Bethesda, Maryland. Foi professor assistente em 1983 e professor associado em 1986 na Universidade Stanford. É desde 2004 diretor do Stanford Institute for Immunity, Transplantation and Infection.

## Prêmios e associações (seleção)
- 1985 Passano Young Scientist Award
- 1986 Eli Lilly and Company-Elanco Research Award
- 1987 Prêmio Howard Taylor Ricketts
- 1989 Prêmio Internacional da Fundação Gairdner[1]
- 1993 Membro da Academia Nacional de Ciências dos Estados Unidos
- 1995 Prêmio Internacional Rei Faisal[2]
- 1996 Prêmio Alfred P. Sloan Jr. juntamente com Tak Wah Mak[3]
- 2000 Membro da Academia de Artes e Ciências dos Estados Unidos
- 2000 Prêmio William B. Coley[4]
- 2004 Prêmio Paul Ehrlich e Ludwig Darmstaedter juntamente com Tak Wah Mak
- 2016 Membro estrangeiro da Royal Society